# Матиас II (Лотарингия)
Матиас II (на немски: Matthäus II, * 1193, † 9 февруари 1251) от фамилията Дом Шатеноа, е херцог на Горна Лотарингия през 1220 – 1251 г.

## Биография
Той е по-малкият син на херцог Фридрих II и Агнес († 19 юни 1226) от Бар, дъщеря на Теобалд I, граф на Бар и Люксембург († 1226) от Дом Скарпон.
Матиас II наследява като херцог на Лотарингия бездетния си брат Теобалд I († 1220). Той е верен на император Фридрих II, когото придружава в кръстоносния поход от 1228 г. През 1235 г. Матиас II е при Фридрих в Италия. През 1247 г. той се присъединява към папа Инокентий IV.
През 1249 г. Матиас II организира женитбата на сина си Фридрих III за Маргарете от Шампан, дъщеря на Теобалд I, крал на Навара.

## Фамилия
Матиас II се жени през 1225 г. за Катарина от Лимбург (* 1215, † 18 април 1255), дъщеря на херцог Валрам IV († 1226) от Дом Лимбург-Арлон и втората му съпруга Ермесинда II Люксембургска († 12 февруари 1247) от Дом Намюр, графиня на Люксембург, дъщеря и наследничка на граф Хайнрих IV от Люксембург. Те имат децата:
- Фридрих III (Фери) († 1303), херцог на Горна Лотарингия, ∞ Маргарете от Шампан († 1307), дъщеря на Теобалд I, крал на Навара, граф на Шампан (Дом Блоа)
- Изабела († 1266), ∞ I. Вилхелм IV от Виен († 1255, Дом Бургундия-Иврея); ∞ II. Йохан I от Шалон († 1307), граф на Оксер († 1307, Дом Бургундия-Иврея)